# 세계약선문화협회
세계약선문화협회는 약선을 현대영양학, 식품과학, 조리과학적으로 체계화하여 세계인의 건강식으로 세계화, 약선조리기능인을 양성하여 일자리를 창출하고 국제간 약선교류를 통해 한식세계화를 도모할 목적으로 2010년 7월 23일 설립된 대한민국 농림수산식품부 소관의 사단법인이다. 사무실은 서울특별시 마포구 공덕동 404번지, 풍림빌딩 301호에 있다.